# Élections législatives de 2012 dans l'Isère
Les élections législatives françaises de 2012 se déroulent les 10 et 17 juin 2012 Dans le département de l'Isère, dix députés sont à élire dans le cadre de dix circonscriptions, soit une de plus que lors des législatures précédentes, en raison du redécoupage électoral.

## Élus
| Circonscription | Député sortant                                    | Parti        | Parti        | Groupe       | Député élu ou réélu    | Parti | Parti | Groupe |
| --------------- | ------------------------------------------------- | ------------ | ------------ | ------------ | ---------------------- | ----- | ----- | ------ |
| 1re             | Patrice François (suppléant de Geneviève Fioraso) |              | PS           | NI           | Geneviève Fioraso      |       | PS    | SRC    |
| 2e              | Michel Issindou                                   |              | PS           | SRC          | Michel Issindou        |       | PS    | SRC    |
| 3e              | Michel Destot                                     |              | PS           | SRC          | Michel Destot          |       | PS    | SRC    |
| 4e              | Marie-Noëlle Battistel                            |              | PS           | SRC          | Marie-Noëlle Battistel |       | PS    | SRC    |
| 5e              | François Brottes                                  |              | PS           | SRC          | François Brottes       |       | PS    | SRC    |
| 6e              | Alain Moyne-Bressand                              |              | UMP          | UMP          | Alain Moyne-Bressand   |       | UMP   | UMP    |
| 7e              | Georges Colombier                                 |              | UMP          | UMP          | Jean-Pierre Barbier    |       | UMP   | UMP    |
| 8e              | Jacques Remiller                                  |              | UMP          | UMP          | Erwann Binet           |       | PS    | SRC    |
| 9e              | Siège vacant                                      | Siège vacant | Siège vacant | Siège vacant | Michèle Bonneton       |       | EELV  | ÉCOLO  |
| 10e             | Siège créé                                        | Siège créé   | Siège créé   | Siège créé   | Joëlle Huillier        |       | PS    | SRC    |

## Impact du redécoupage territorial
A travers le redécoupage territorial, le département de l'Isère se voit octroyer une nouvelle circonscription dans le Nord-Isère, ce qui entraine le redécoupage des 6e, 7e et 8e circonscriptions.
La création de la 10e circonscription provoque des retraits de cantons sur les 6e (Le Pont-de-Beauvoisin et La Tour-du-Pin) et 7e (Bourgoin-Jallieu Sud, L'Isle-d'Abeau et La Verpillière) circonscriptions. Cette dernière récupère une partie du canton de Roussillon de la 8e. Enfin, la commune de Chamrousse (canton de Vizille) passe de la 2e à la 5e. Cela donne donc cinq circonscriptions modifiées - le canton de Saint-Ismier, créé entre les deux réformes, est naturellement rattaché à la 1re.

## Positionnement des partis
L'accord électoral entre le Parti socialiste et Europe Écologie-Les Verts réserve la neuvième circonscription à un membre du parti écologiste, le député élu en 2007, André Vallini, ayant laissé le siège vacant après son élection lors des sénatoriales de 2011. Dans la huitième circonscription, c'est le candidat socialiste qui est soutenu par EELV dès le premier tour.

## Résultats

### Résultats à l'échelle du département
| Parti          | Parti                                            | Premier tour | Premier tour | Second tour | Second tour | Sièges |  |
| Parti          | Parti                                            | Voix         | %            | Voix        | %           | Sièges |  |
| -------------- | ------------------------------------------------ | ------------ | ------------ | ----------- | ----------- | ------ |  |
|                | Parti socialiste                                 | 158 203      | 33,41        | 215 861     | 49,2        | 7      |  |
|                | Europe Écologie Les Verts                        | 37 911       | 8,01         | 27 187      | 6,2         | 1      |  |
|                | Divers gauche dont MRC                           | 1 049        | 0,22         |             |             | 0      |  |
|                | Majorité présidentielle                          | 197 163      | 41,64        | 243 048     | 55,39       | 8      |  |
|                |                                                  |              |              |             |             |        |  |
|                | Union pour un mouvement populaire                | 127 215      | 26,87        | 195 729     | 44,6        | 2      |  |
|                | Divers droite dont DLR, PCD                      | 15 567       | 3,29         |             |             | 0      |  |
|                | Nouveau centre                                   | 4 114        | 0,87         | 0           |             |        |  |
|                | Parti radical                                    | 688          | 0,15         | 0           |             |        |  |
|                | Droite parlementaire                             | 147 584      | 31,17        | 195 729     | 44,61       | 2      |  |
|                |                                                  |              |              |             |             |        |  |
|                | Front national                                   | 75 710       | 15,99        |             |             | 0      |  |
|                | Front de gauche                                  | 35 010       | 7,39         | 0           |             |        |  |
|                | Divers écologiste dont LT-LNÉ, MÉI, AÉI et Cap21 | 7 040        | 1,49         | 0           |             |        |  |
|                | Mouvement démocrate                              | 5 078        | 1,07         | 0           |             |        |  |
|                | Extrême gauche dont LO, NPA et POI               | 4 559        | 0,96         | 0           |             |        |  |
|                | Divers                                           | 1 349        | 0,29         | 0           |             |        |  |
|                |                                                  |              |              |             |             |        |  |
| Inscrits       | Inscrits                                         | 821 059      | 100,00       | 821 196     | 100,00      | 10     |  |
| Abstentions    | Abstentions                                      | 342 167      | 41,67        | 369 358     | 44,98       |        |  |
| Votants        | Votants                                          | 478 892      | 58,33        | 451 838     | 55,02       |        |  |
| Blancs et nuls | Blancs et nuls                                   | 5 399        | 1,13         | 13 061      | 2,89        |        |  |
| Exprimés       | Exprimés                                         | 473 493      | 98,87        | 438 777     | 97,11       |        |  |

### Résultats par circonscription

#### Première circonscription (Grenoble - Meylan)
| Candidat       | Candidat                          | Parti                   | Premier tour | Premier tour | Second tour | Second tour |  |
| Candidat       | Candidat                          | Parti                   | Voix         | %            | Voix        | %           |  |
| -------------- | --------------------------------- | ----------------------- | ------------ | ------------ | ----------- | ----------- |  |
|                | Geneviève Fioraso sortante réélue | PS                      | 18 892       | 38,31        | 26 402      | 58,34       |  |
|                | Jean-Claude Peyrin                | UMP                     | 8 781        | 17,80        | 18 854      | 41,66       |  |
|                | Marie-Christine Tardy             | diss. UMP               | 8 185        | 16,60        |             |             |  |
|                | Éric Piolle                       | EÉLV                    | 3 814        | 7,73         |             |             |  |
|                | Mireille d'Ornano                 | RBM (FN)                | 3 776        | 7,66         |             |             |  |
|                | Alain Dontaine                    | FG (PG) (Divers gauche) | 3 198        | 6,48         |             |             |  |
|                | Philippe de Longevialle           | CpF (MoDem)             | 1 306        | 2,65         |             |             |  |
|                | Niels Nauche                      | LT-LNÉ                  | 314          | 0,64         |             |             |  |
|                | Fanny Lortat-Jacob                | PRV                     | 277          | 0,56         |             |             |  |
|                | Solange Ferrara                   | AÉI                     | 239          | 0,48         |             |             |  |
|                | Cécile Allibe                     | NPA                     | 208          | 0,42         |             |             |  |
|                | Valentin Radlo                    | DR                      | 120          | 0,24         |             |             |  |
|                | Rémi Adam                         | LO                      | 109          | 0,22         |             |             |  |
|                | Vincent Huor                      | S&P                     | 59           | 0,12         |             |             |  |
|                | Maxime Couraud                    | Pirate                  | 40           | 0,08         |             |             |  |
|                |                                   |                         |              |              |             |             |  |
| Inscrits       | Inscrits                          | Inscrits                | 79 795       | 100,00       | 79 900      | 100,00      |  |
| Abstentions    | Abstentions                       | Abstentions             | 30 100       | 37,72        | 33 253      | 41,62       |  |
| Votants        | Votants                           | Votants                 | 49 695       | 62,28        | 46 647      | 58,38       |  |
| Blancs et nuls | Blancs et nuls                    | Blancs et nuls          | 377          | 0,76         | 1 391       | 2,98        |  |
| Exprimés       | Exprimés                          | Exprimés                | 49 318       | 99,24        | 45 256      | 97,02       |  |

#### Deuxième circonscription (Saint-Martin-d'Hères)
| Candidat       | Candidat                      | Parti                    | Premier tour | Premier tour | Second tour | Second tour |  |
| Candidat       | Candidat                      | Parti                    | Voix         | %            | Voix        | %           |  |
| -------------- | ----------------------------- | ------------------------ | ------------ | ------------ | ----------- | ----------- |  |
|                | Michel Issindou sortant réélu | PS                       | 16 241       | 38,40        | 24 805      | 65,35       |  |
|                | Magalie Vicente               | UMP                      | 7 938        | 18,77        | 13 155      | 34,65       |  |
|                | Renzo Sulli                   | FG (PCF) (Divers gauche) | 6 930        | 16,38        |             |             |  |
|                | Marie de Kervereguin          | RBM (FN)                 | 6 828        | 16,14        |             |             |  |
|                | Maryse Oudjaoudi              | EÉLV                     | 1 680        | 3,97         |             |             |  |
|                | Xavier Denizot                | CpF (Divers centre) ,    | 730          | 1,73         |             |             |  |
|                | Hervé Nifenecker              | MRC                      | 404          | 0,96         |             |             |  |
|                | Louisa Messous                | PRV                      | 336          | 0,79         |             |             |  |
|                | Bernard Cancellata            | LT-LNÉ                   | 323          | 0,76         |             |             |  |
|                | Fabien Givernaud              | ALT (NPA, MOC)           | 267          | 0,63         |             |             |  |
|                | Manon Troussier               | DR                       | 244          | 0,58         |             |             |  |
|                | Chantal Gomez                 | LO                       | 196          | 0,46         |             |             |  |
|                | Jérôme Boetti                 | AÉI                      | 178          | 0,42         |             |             |  |
|                |                               |                          |              |              |             |             |  |
| Inscrits       | Inscrits                      | Inscrits                 | 75 155       | 100,00       | 75 160      | 100,00      |  |
| Abstentions    | Abstentions                   | Abstentions              | 32 396       | 43,11        | 36 062      | 47,98       |  |
| Votants        | Votants                       | Votants                  | 42 759       | 56,89        | 39 098      | 52,02       |  |
| Blancs et nuls | Blancs et nuls                | Blancs et nuls           | 464          | 1,09         | 1 138       | 2,91        |  |
| Exprimés       | Exprimés                      | Exprimés                 | 42 295       | 98,91        | 37 960      | 97,09       |  |

#### Troisième circonscription (Grenoble - Fontaine)
| Candidat       | Candidat                    | Parti          | Premier tour | Premier tour | Second tour | Second tour |  |
| Candidat       | Candidat                    | Parti          | Voix         | %            | Voix        | %           |  |
| -------------- | --------------------------- | -------------- | ------------ | ------------ | ----------- | ----------- |  |
|                | Michel Destot sortant réélu | PS             | 13 124       | 40,49        | 19 076      | 66,13       |  |
|                | Nathalie Béranger           | UMP            | 6 272        | 19,35        | 9 772       | 33,87       |  |
|                | Jean-René Breville          | RBM (FN)       | 4 156        | 12,82        |             |             |  |
|                | Patrice Voir                | FG (PCF)       | 3 330        | 10,27        |             |             |  |
|                | Yann Mongaburu              | EÉLV           | 2 821        | 8,70         |             |             |  |
|                | Marie-Claire Nepi           | CpF (MoDem)    | 851          | 2,63         |             |             |  |
|                | Josiane Hirel               | LT-LNÉ         | 339          | 1,05         |             |             |  |
|                | Eléonore Perrier            | MRC            | 318          | 0,98         |             |             |  |
|                | Mazdak Kafai                | NPA            | 291          | 0,90         |             |             |  |
|                | Abdelaziz Serrag            | AÉI            | 245          | 0,76         |             |             |  |
|                | Lahcen Benmaza              | Divers droite  | 177          | 0,55         |             |             |  |
|                | Catherine Brun              | LO             | 158          | 0,49         |             |             |  |
|                | Christine Favaro            | DR             | 149          | 0,46         |             |             |  |
|                | Geoffrey Excoffon           | POI            | 100          | 0,31         |             |             |  |
|                | Benoit Odille               | S&P            | 55           | 0,17         |             |             |  |
|                | Alain Guézou                | Divers         | 28           | 0,09         |             |             |  |
|                |                             |                |              |              |             |             |  |
| Inscrits       | Inscrits                    | Inscrits       | 59 259       | 100,00       | 59 259      | 100,00      |  |
| Abstentions    | Abstentions                 | Abstentions    | 26 526       | 44,76        | 29 260      | 49,38       |  |
| Votants        | Votants                     | Votants        | 32 733       | 55,24        | 29 999      | 50,62       |  |
| Blancs et nuls | Blancs et nuls              | Blancs et nuls | 319          | 0,97         | 1 151       | 3,84        |  |
| Exprimés       | Exprimés                    | Exprimés       | 32 414       | 99,03        | 28 848      | 96,16       |  |

#### Quatrième circonscription (Fontaine - Sassenage)
| Candidat       | Candidat                               | Parti          | Premier tour | Premier tour | Second tour | Second tour |  |
| Candidat       | Candidat                               | Parti          | Voix         | %            | Voix        | %           |  |
| -------------- | -------------------------------------- | -------------- | ------------ | ------------ | ----------- | ----------- |  |
|                | Marie-Noëlle Battistel sortante réélue | PS (MRC)       | 21 504       | 41,96        | 28 159      | 57,93       |  |
|                | Cécilia Durieu                         | UMP            | 14 791       | 28,86        | 20 446      | 42,07       |  |
|                | Jeannine Latreille                     | RBM (FN)       | 6 713        | 13,10        |             |             |  |
|                | Laurent Jadeau                         | FG (PCF) (PG)  | 3 328        | 6,49         |             |             |  |
|                | Anne Parlange                          | EÉLV           | 2 943        | 5,74         |             |             |  |
|                | Olivier Courade                        | DLR            | 580          | 1,13         |             |             |  |
|                | Olivier Dodinot                        | Cap21          | 353          | 0,69         |             |             |  |
|                | Clément Chassaing                      | AÉI            | 346          | 0,68         |             |             |  |
|                | Philippe Bazatole                      | DR             | 244          | 0,48         |             |             |  |
|                | Yvon Sellier                           | NPA            | 239          | 0,47         |             |             |  |
|                | Jean-Alain Ziegler                     | LO             | 212          | 0,41         |             |             |  |
|                |                                        |                |              |              |             |             |  |
| Inscrits       | Inscrits                               | Inscrits       | 87 911       | 100,00       | 87 944      | 100,00      |  |
| Abstentions    | Abstentions                            | Abstentions    | 36 149       | 41,12        | 38 279      | 43,53       |  |
| Votants        | Votants                                | Votants        | 51 762       | 58,88        | 49 665      | 56,47       |  |
| Blancs et nuls | Blancs et nuls                         | Blancs et nuls | 509          | 0,98         | 1 060       | 2,13        |  |
| Exprimés       | Exprimés                               | Exprimés       | 51 253       | 99,02        | 48 605      | 97,87       |  |

#### Cinquième circonscription (Saint-Égrève)
| Candidat       | Candidat                       | Parti          | Premier tour | Premier tour | Second tour | Second tour |  |
| Candidat       | Candidat                       | Parti          | Voix         | %            | Voix        | %           |  |
| -------------- | ------------------------------ | -------------- | ------------ | ------------ | ----------- | ----------- |  |
|                | François Brottes sortant réélu | PS             | 25 598       | 43,85        | 32 762      | 61,85       |  |
|                | Michel Bernard                 | UMP            | 14 691       | 25,16        | 20 205      | 38,15       |  |
|                | Jean Maria                     | RBM (FN)       | 7 980        | 13,67        |             |             |  |
|                | Vincent Gay                    | EÉLV           | 3 656        | 6,26         |             |             |  |
|                | Bruno Diaz                     | FG (GU) (PCF)  | 3 596        | 6,16         |             |             |  |
|                | Marc Lizere                    | CpF (MoDem)    | 900          | 1,54         |             |             |  |
|                | Ophélie Rotat                  | PRV            | 613          | 1,05         |             |             |  |
|                | Jean-Jacques Tournon           | AÉI            | 511          | 0,88         |             |             |  |
|                | Faouzia Perrin                 | ALT            | 328          | 0,56         |             |             |  |
|                | Emmanuel Roussel               | PVB            | 319          | 0,55         |             |             |  |
|                | Christine Tulipe               | LO             | 187          | 0,32         |             |             |  |
|                |                                |                |              |              |             |             |  |
| Inscrits       | Inscrits                       | Inscrits       | 97 933       | 100,00       | 97 930      | 100,00      |  |
| Abstentions    | Abstentions                    | Abstentions    | 39 030       | 39,85        | 43 599      | 44,52       |  |
| Votants        | Votants                        | Votants        | 58 903       | 60,15        | 54 331      | 55,48       |  |
| Blancs et nuls | Blancs et nuls                 | Blancs et nuls | 524          | 0,89         | 1 364       | 2,51        |  |
| Exprimés       | Exprimés                       | Exprimés       | 58 379       | 99,11        | 52 967      | 97,49       |  |

#### Sixième circonscription (Bourgoin - Morestel)
| Candidat       | Candidat                           | Parti          | Premier tour | Premier tour | Second tour | Second tour |  |
| Candidat       | Candidat                           | Parti          | Voix         | %            | Voix        | %           |  |
| -------------- | ---------------------------------- | -------------- | ------------ | ------------ | ----------- | ----------- |  |
|                | Alain Moyne-Bressand sortant réélu | UMP            | 15 648       | 36,29        | 22 834      | 57,70       |  |
|                | Michèle Corbin                     | PS             | 13 088       | 30,36        | 16 740      | 42,30       |  |
|                | Bertrand Marie                     | RBM (FN)       | 9 356        | 21,70        |             |             |  |
|                | Frédérique Pénavaire               | FG (PCF)       | 2 148        | 4,98         |             |             |  |
|                | Renaud de Langlade                 | RS             | 903          | 2,09         |             |             |  |
|                | Anne Deverchère                    | LT-LNÉ         | 575          | 1,33         |             |             |  |
|                | Isabelle Sadeski                   | AÉI            | 508          | 1,18         |             |             |  |
|                | Marie Hennard                      | DLR            | 457          | 1,06         |             |             |  |
|                | Dominique Ponsard                  | LO             | 179          | 0,42         |             |             |  |
|                | Florence Hirsch                    | NPA            | 163          | 0,38         |             |             |  |
|                | Laurent Simon                      | S&P            | 91           | 0,21         |             |             |  |
|                |                                    |                |              |              |             |             |  |
| Inscrits       | Inscrits                           | Inscrits       | 77 141       | 100,00       | 77 141      | 100,00      |  |
| Abstentions    | Abstentions                        | Abstentions    | 33 572       | 43,52        | 36 429      | 47,22       |  |
| Votants        | Votants                            | Votants        | 43 569       | 56,48        | 40 712      | 52,78       |  |
| Blancs et nuls | Blancs et nuls                     | Blancs et nuls | 453          | 1,04         | 1 138       | 2,8         |  |
| Exprimés       | Exprimés                           | Exprimés       | 43 116       | 98,96        | 39 574      | 97,2        |  |

#### Septième circonscription (Roussillon)
| Candidat       | Candidat                | Parti          | Premier tour | Premier tour | Second tour | Second tour |  |
| Candidat       | Candidat                | Parti          | Voix         | %            | Voix        | %           |  |
| -------------- | ----------------------- | -------------- | ------------ | ------------ | ----------- | ----------- |  |
|                | Didier Rambaud          | PS (MRC)       | 18 087       | 34,83        | 24 327      | 49,38       |  |
|                | Jean-Pierre Barbier élu | UMP            | 17 853       | 34,38        | 24 942      | 50,62       |  |
|                | Robert Arlaud           | RBM (FN)       | 9 298        | 17,91        |             |             |  |
|                | Patrick Bédiat          | FG (PCF)       | 3 036        | 5,85         |             |             |  |
|                | Myriam Laidouni-Denis   | EÉLV           | 1 621        | 3,12         |             |             |  |
|                | Gilbert Carle           | CpF (MoDem)    | 608          | 1,17         |             |             |  |
|                | Bruno Lafeuille         | DLR            | 386          | 0,74         |             |             |  |
|                | Valérie Eynard          | AÉI            | 338          | 0,65         |             |             |  |
|                | Marie-Line Goidin       | PRV            | 300          | 0,58         |             |             |  |
|                | Bruno Perrodin          | LO             | 224          | 0,43         |             |             |  |
|                | Arlette Tardy           | NPA            | 171          | 0,33         |             |             |  |
|                |                         |                |              |              |             |             |  |
| Inscrits       | Inscrits                | Inscrits       | 87 613       | 100,00       | 87 620      | 100,00      |  |
| Abstentions    | Abstentions             | Abstentions    | 35 034       | 39,99        | 36 963      | 42,19       |  |
| Votants        | Votants                 | Votants        | 52 579       | 60,01        | 50 657      | 57,81       |  |
| Blancs et nuls | Blancs et nuls          | Blancs et nuls | 657          | 1,25         | 1 388       | 2,74        |  |
| Exprimés       | Exprimés                | Exprimés       | 51 922       | 98,75        | 49 269      | 97,26       |  |

#### Huitième circonscription (Vienne)
| Candidat       | Candidat                  | Parti          | Premier tour | Premier tour | Second tour | Second tour |  |
| Candidat       | Candidat                  | Parti          | Voix         | %            | Voix        | %           |  |
| -------------- | ------------------------- | -------------- | ------------ | ------------ | ----------- | ----------- |  |
|                | Erwann Binet élu          | PS             | 16 186       | 37,09        | 20 902      | 50,57       |  |
|                | Jacques Remiller sortant  | UMP            | 14 122       | 32,36        | 20 483      | 49,43       |  |
|                | Marie Guimar              | RBM (FN)       | 8 605        | 19,72        |             |             |  |
|                | André Mondange            | FG (PCF) (PG)  | 1 951        | 4,47         |             |             |  |
|                | Michèle Cédrin            | CpF (MoDem)    | 1 102        | 2,53         |             |             |  |
|                | Jacques Jury              | MÉI            | 417          | 0,96         |             |             |  |
|                | Brigitte Villard Courchet | LT-LNÉ         | 351          | 0,80         |             |             |  |
|                | Nicole Chosson            | AÉI            | 292          | 0,67         |             |             |  |
|                | Fabrice Dezutter          | CPNT           | 279          | 0,64         |             |             |  |
|                | Jacques Lacaille          | LO             | 176          | 0,40         |             |             |  |
|                | Patrick Seris             | NPA            | 155          | 0,36         |             |             |  |
|                |                           |                |              |              |             |             |  |
| Inscrits       | Inscrits                  | Inscrits       | 75 071       | 100,00       | 75 067      | 100,00      |  |
| Abstentions    | Abstentions               | Abstentions    | 30 963       | 41,24        | 32 550      | 43,36       |  |
| Votants        | Votants                   | Votants        | 44 108       | 58,76        | 42 517      | 56,64       |  |
| Blancs et nuls | Blancs et nuls            | Blancs et nuls | 472          | 1,07         | 1 182       | 2,78        |  |
| Exprimés       | Exprimés                  | Exprimés       | 43 636       | 98,93        | 41 335      | 97,22       |  |

#### Neuvième circonscription (Voiron)
| Candidat       | Candidat                | Parti          | Premier tour | Premier tour | Second tour | Second tour |  |
| Candidat       | Candidat                | Parti          | Voix         | %            | Voix        | %           |  |
| -------------- | ----------------------- | -------------- | ------------ | ------------ | ----------- | ----------- |  |
|                | Michèle Bonneton élue   | EÉLV (PS)      | 19 770       | 37,20        | 27 187      | 53,93       |  |
|                | Julien Polat            | UMP            | 14 251       | 26,81        | 23 226      | 46,07       |  |
|                | Nadine Garcin           | RBM (FN)       | 8 741        | 16,45        |             |             |  |
|                | Christian Toillier      | FG (PG)        | 4 319        | 8,13         |             |             |  |
|                | Claude Mahier           | diss. UMP      | 2 026        | 3,81         |             |             |  |
|                | Marie-Liane Deschizeaux | CpF (MoDem)    | 986          | 1,86         |             |             |  |
|                | Anne Gérin              | PRV            | 688          | 1,29         |             |             |  |
|                | Huguette Grindler       | MHAN           | 642          | 1,21         |             |             |  |
|                | Emmanuel Rodary         | PFE (AÉI)      | 511          | 0,96         |             |             |  |
|                | Alice Pelletier         | NPA            | 320          | 0,60         |             |             |  |
|                | Claude Detroyat         | LO             | 307          | 0,58         |             |             |  |
|                | André Rodrigues         | DLR            | 305          | 0,57         |             |             |  |
|                | Philippe Noviant        | Cap21          | 282          | 0,53         |             |             |  |
|                |                         |                |              |              |             |             |  |
| Inscrits       | Inscrits                | Inscrits       | 93 414       | 100,00       | 93 414      | 100,00      |  |
| Abstentions    | Abstentions             | Abstentions    | 39 291       | 42,06        | 41 181      | 44,08       |  |
| Votants        | Votants                 | Votants        | 54 123       | 57,94        | 52 233      | 55,92       |  |
| Blancs et nuls | Blancs et nuls          | Blancs et nuls | 975          | 1,8          | 1 820       | 3,48        |  |
| Exprimés       | Exprimés                | Exprimés       | 53 148       | 98,2         | 50 413      | 96,52       |  |

#### Dixième circonscription (La Tour-du-Pin)
| Candidat       | Candidat                  | Parti          | Premier tour | Premier tour | Second tour | Second tour |  |
| Candidat       | Candidat                  | Parti          | Voix         | %            | Voix        | %           |  |
| -------------- | ------------------------- | -------------- | ------------ | ------------ | ----------- | ----------- |  |
|                | Joëlle Huillier élue      | PS             | 15 493       | 32,26        | 22 688      | 50,98       |  |
|                | Vincent Chriqui           | UMP            | 12 868       | 26,80        | 21 812      | 49,02       |  |
|                | Antonin Sabatier          | RBM (FN)       | 10 257       | 21,36        |             |             |  |
|                | Nicole Varas              | FG (PG) (PCF)  | 3 174        | 6,61         |             |             |  |
|                | René Vial                 | diss. UMP      | 1 626        | 3,39         |             |             |  |
|                | Patricia André-Constantin | EÉLV           | 1 606        | 3,34         |             |             |  |
|                | Denis Thevenon            | CpF (MoDem)    | 683          | 1,42         |             |             |  |
|                | Danielle Alphand          | diss. UMP      | 600          | 1,25         |             |             |  |
|                | Jennifer Fournier         | PRV            | 372          | 0,77         |             |             |  |
|                | Éric Glaume               | MRC            | 327          | 0,68         |             |             |  |
|                | Nourredine Bouricha       | AÉI            | 276          | 0,57         |             |             |  |
|                | Christiane Bordes         | LO             | 195          | 0,41         |             |             |  |
|                | Claude Ageron             | POI            | 188          | 0,39         |             |             |  |
|                | Marc Nauroy               | NPA            | 186          | 0,39         |             |             |  |
|                | Pierre-André Fontaine     | CNIP           | 171          | 0,36         |             |             |  |
|                |                           |                |              |              |             |             |  |
| Inscrits       | Inscrits                  | Inscrits       | 87 767       | 100,00       | 87 761      | 100,00      |  |
| Abstentions    | Abstentions               | Abstentions    | 39 106       | 44,56        | 41 782      | 47,61       |  |
| Votants        | Votants                   | Votants        | 48 661       | 55,44        | 45 979      | 52,39       |  |
| Blancs et nuls | Blancs et nuls            | Blancs et nuls | 639          | 1,31         | 1 479       | 3,22        |  |
| Exprimés       | Exprimés                  | Exprimés       | 48 022       | 98,69        | 44 500      | 96,78       |  |